# Franche Doire
Die Franche Doire oder Franche-d’Oire ist ein Fluss in Frankreich, der in der Region Nouvelle-Aquitaine verläuft. Sie entspringt im nordwestlichen Gemeindegebiet von Saint-Bonnet-de-Bellac, entwässert generell Richtung Nordwest und mündet nach rund 25 Kilometern an der Gemeindegrenze von Adriers und Moussac als rechter Nebenfluss in die Blourde, die hier auch Grande Blourde genannt wird. Auf ihrem Weg durchquert die Franche Doire die Départements Haute-Vienne und Vienne.

## Orte am Fluss
(Reihenfolge in Fließrichtung)
- Lagemichêne, Gemeinde Val-d’Oire-et-Gartempe
- Chez Lochoux, Gemeinde Val-d’Oire-et-Gartempe
- Adriers
- Les Effes, Gemeinde Moussac